# Renault Ondelios
Le Renault Ondelios est un concept car présenté lors du Mondial de l'automobile de Paris 2008 par le constructeur automobile français Renault. Il s'agit d'un crossover, respectueux de l’environnement, volumineux et habillé d’une carrosserie en carbone avec un vitrage en polycarbonate afin de diminuer son poids, donc sa consommation.
Ce concept s'ouvre par deux énormes portes-papillon, tout comme le précédent concept de Renault, la Talisman, présenté en 2001. Patrick Le Quément, directeur du design Renault, explique que sa dernière création est « inspirée par le mouvement plutôt que par la vitesse. Renault Ondelios est une nouvelle invitation au voyage ».